# Bergtjärnen (Voxna socken, Hälsingland, 681351-147291)
Bergtjärnen är en sjö i Ovanåkers kommun i Hälsingland och ingår i Dalälvens huvudavrinningsområde.